# 神通峡岩稲温泉
神通峡岩稲温泉（じんづうきょういわいねおんせん）は、富山県富山市岩稲に位置する温泉である。単に岩稲温泉と言われることもある。
2021年（令和3年）時点では富山市の第三セクター「ほそいり」が運営している。

## 特徴
神通川の作る峡谷神通峡のほとりにある温泉であり、ヌルヌルの浴感と秋に紅葉する神通峡や猿倉山の景観が特色である。
1987年（昭和62年）5月に神通峡開発企画、友愛病院、アルプス技研の3社により温泉掘削を開始。地下700mまで掘削したところ、1988年（昭和63年）1月に毎分189リットル、泉温35.1℃、pH8.6の温泉が湧出した。
この源泉を引いている一軒宿である「楽今日館」は1994年（平成6年）9月9日着工（仮称は『岩稲ふれあいセンター』）、1996年（平成8年）4月23日開湯。その後、宿泊や休憩施設を望む利用者の要望を受ける形で、1998年（平成10年）より宿泊施設（鉄筋コンクリート造一部木造地下1階地上2階建て、延床面積約1,327m2）が着工し、1999年（平成11年）11月11日に完成した。
2011年（平成23年）の入浴者数は100,706人であった。利用客のうち県外からの来場者の占める割合は15%であった。
2021年（令和3年）4月、近くの山中にある源泉を汲み上げるポンプが水圧や腐敗により故障した。ポンプが約200m地下に埋まっているため復旧工事を断念し、当面は立山山麓温泉の温泉を代用することになった。その後、同年11月をめどに約1km離れたほぼ同じ泉質の楡原の神通峡温泉（かつて温泉病院が使用していたが、閉院後に富山市に寄贈されていた）の温泉をタンクローリーで毎日運搬することになり、11月12日より実施された。

## 泉質
前述の通り、現在は神通峡温泉の源泉を使用しているため、本項では使用中止前の源泉について記述する。
茶色の湯色をした弱アルカリ性の炭酸水素塩泉で、かつカルシウムなどの金属石鹸をほとんど含まないであるため、富山県では珍しいヌルヌルした浴感である。肌がツルツルになることから「美人の湯」とも呼ばれている。
- ナトリウム-炭酸水素塩-塩化物泉[9]
  - 源泉温度 31.7℃
  - 弱甘味・塩味、緑色
  - pH8.3、低張性、弱アルカリ性

## 温泉街
株式会社ほそいりが経営する楽今日館（らっきょうかん）という宿泊・日帰り施設があり、大きめの内湯と神通峡の谷に面した展望の良い露天風呂のほか、高温サウナ・スチームサウナなどがある。楽今日館の名称はこの温泉の所在する旧細入村の名産であるラッキョウにちなんでいる。
神通峡が見れる休憩所の他、レストランや特産品の売店、大広間、研修室が併設されている。宿泊施設は木の温もりを生かした和風の造りで、8 - 15畳の和室13室に58人の宿泊、休憩が可能である。
宿泊・日帰り施設
- 神通峡岩稲温泉 楽今日館

その他岩稲温泉に隣接して富山県営カヌー場がある。

## 交通アクセス
公共交通
富山地方鉄道バスの岩稲温泉楽今日館前バス停で下車しすぐ前。
もしくはJR西日本高山本線の楡原駅で下車の後、徒歩25分、タクシーで5分程度。
自家用車
国道41号の道沿いにある。北陸自動車道の富山ICからは13km程度。

## 営業情報
※2021年7月現在
営業時間、定休日
- 午前10:00 - 午後10:00
- 元日と不定期のメンテナンス日には休館する。

入浴料
- 中学生以上 - 650円
- 小学生 - 330円
- 小学生未満 - 無料